# Йозеф фон Ксиландер
Йозеф Карл Август Антон Алоїс Ріттер унд Едлер фон Ксиландер (нім. Joseph Carl August Anton Aloys Ritter und Edler von Xylander; 4 лютого 1794, Мюнхен — 2 листопада 1854, Франкфурт-на-Майні) — німецький офіцер, історик та військовий письменник, генерал-майор Баварської армії.

## Біографія
Представник знатного баварського роду. Син полкового квертирмейстера та лікарняного інспектора Алоїса фон Ксиландера і його дружини Антонії, уродженої баронеси фон Пфлюммерн.
Після закінчення Мюнхенського кадетського корпусу в 1812 році вступив у Баварський інженерний корпус у званні унтерлейтенанта. З 1818 року викладав у своїй кадетській школі. Потім він став гауптманом та членом баварської делегації у Військовій комісії Німецького союзу у Франкфурті-на-Майні. У 1846 він був підвищений до першого баварського уповноваженого в комісії. У грудні 1848 року його було призначено баварським уповноваженим у Тимчасовому центральному органі влади.
З 13 квітня по 7 травня 1849 року він недовго служив незалежним представником Карла Кляйншрода в Національних зборах Франкфурта. Після розпуску Національних зборів він став уповноваженим Баварії у Союзних центральних зборах і був вироблений в генерал-майори. З 1850 року він був послом Баварії в Німецькому союзі і одночасно послом Баварії у Великому герцогстві Гессен, курфюрстві Гессен і герцогстві Нассау. Окрім цього, Ксиландер був членом Шведської королівської академії наук.

## Сім'я
1 серпня 1822 року одружився в Мюнхені з Кароліною фон Тауш (1802–1878), дочкою генерал-лейтенанта Георга фон Тауша. В пари народились 10 дітей, серед них — майбутні генерал-лейтенант Роберт (1830–1905), генерал-полковник Еміль (1835–1911) і генерал піхоти Генріх (1840–1905).

## Нагороди
- Почесний доктор Мюнхенського університету Людвіга-Максиміліана
- Орден Святого Михайла (Баварія), командорський хрест
- Орден Вільгельма (Гессен), командорський хрест 1-го класу (6 березня 1851)
- Орден Людвіга (Гессен-Дармштадт), командорський хрест
- Орден Церінгенського лева, лицарський хрест
- Золота медаль за мистецтво і науку від короля Фрідріха Вільгельма III
- Орден дому Саксен-Ернестіне, золота медаль заслуг
- Орден Спасителя, командорський хрест (Грецьке королівство)
- Орден Меча, лицарський хрест (Шведсько-норвезька унія)